# 蒋政江
蒋政江（1954年—），汉族，中华人民共和国政治人物，第十一届、第十二届全国政协委员。
加入中国民主建国会，担任全国工商联常委、云南省工商联副主席、云南华联锌铟股份有限公司董事长。2008年，当选第十一届全国政协委员，代表经济界，分入第三十五组。